# Годлевска бъбрица
Годлевска бъбрица (Anthus godlewskii) е вид птица от семейство Стърчиопашкови (Motacillidae).

## Разпространение
Видът е разпространен в Бутан, Индия, Китай, Монголия, Мианмар, Непал, Обединените арабски емирства, Русия и Шри Ланка.